# 格魯吉亞的東西方分歧

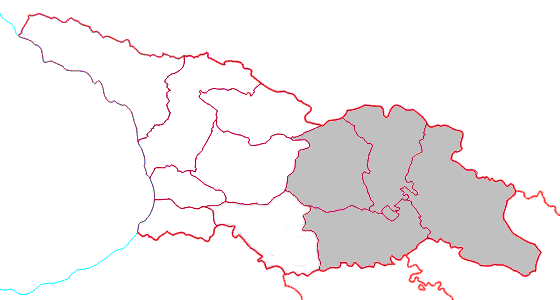
格魯吉亞西部（白色）與東部（灰色）

格魯吉亞的東西方分歧是格魯吉亞共和國的東部及西部在地理、文化上的差異。

## 自然地理

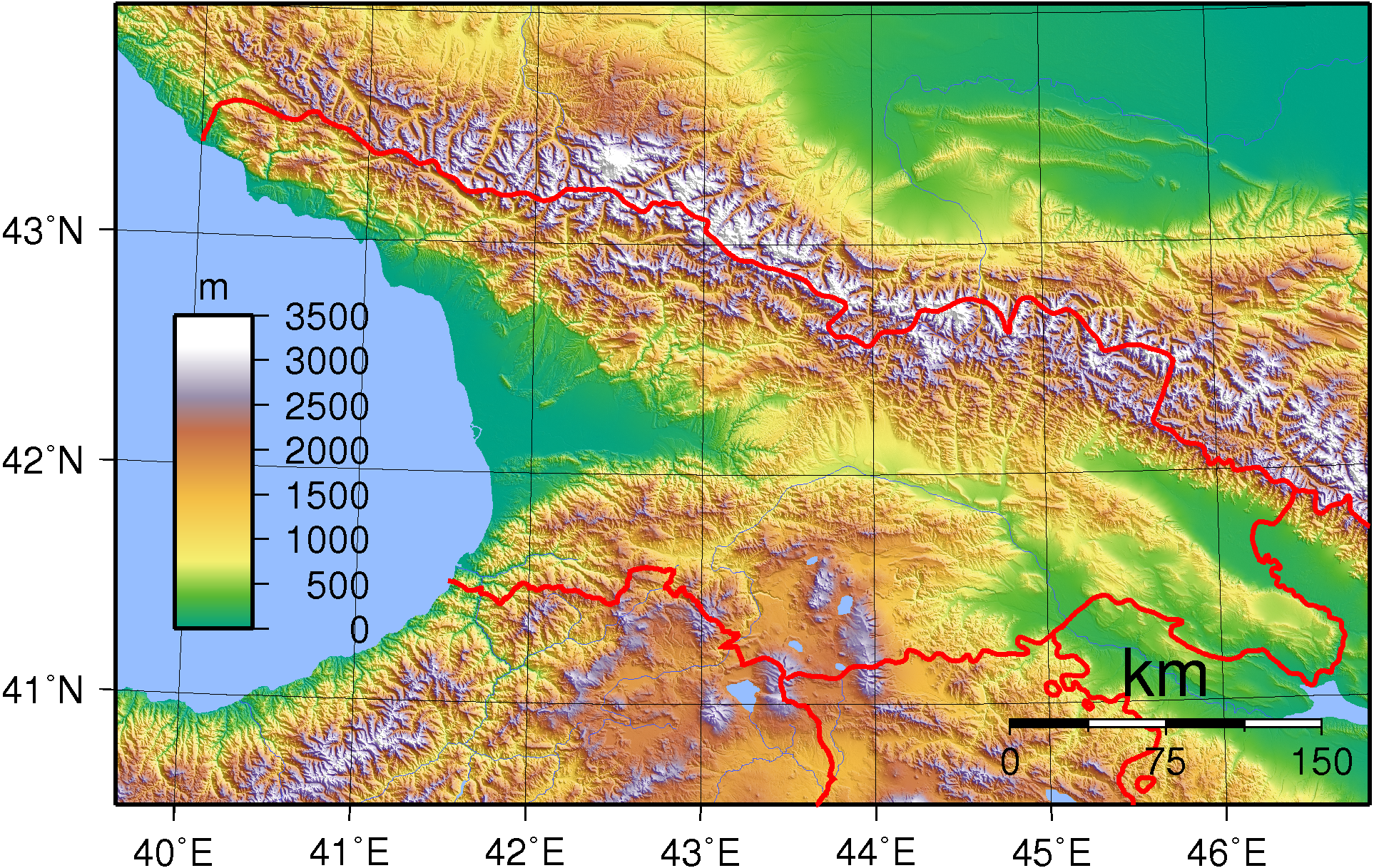
格魯吉亞地形圖

格魯吉亞的東西分歧在自然地理上中尤其明顯，格魯吉亞西部擁有一個較大的沿海低地，其河流流入黑海，而格魯吉亞東部地勢更高，河流多流入裏海。
格魯吉亞東部和西部的氣候也存在差異。西部地區常年降水較多，沿海地區接近亞熱帶濕潤氣候。相較之下，喬治亞東部屬於半濕潤地區，其東端部分地區接近半乾旱狀態。在東部地區，降雨集中在春末夏初。由於西部地區潮濕平坦的土地上瘧疾發病率很高，一度導致當地人口減少，政治和經濟地位邊緣化（瘧疾終於在1970年代被消滅，但在蘇聯解體後捲土重來，直到2010年左右才完全消滅）。

## 文化差異

格魯吉亞地區（600-150BC），西部與東部分屬科爾基斯與伊比利亞

格魯吉亞西部和東部的差異也體現在歷史和文化領域。在古代的大部分時間裡，格魯吉亞西部由科爾基斯王國統治，而格魯吉亞東部則由伊比利亞王國統治。在10世紀和11世紀，喬治亞統一為一個王國，並在12世紀和13世紀初成為一個強大的帝國。然而，在中世紀後時期，喬治亞分裂成幾個相互競爭的王國，在十六世紀，該國的西半部處於奧斯曼帝國的統治之下，而東半部則處於薩非王朝（波斯）的統治之下。19世紀初，該國的兩半都被俄羅斯帝國吞併。直到1991年蘇聯解體，才實現了單一國家的獨立。

格魯吉亞語言分佈圖

格魯吉亞西部和東部在文化方面也存在差異。與東部相比，格魯吉亞西部具有文化多樣性，其西北地區有自己獨特的語言：明格列爾語和斯凡語。然而如今，隨著當地人越來越多地轉向格魯吉亞語，明格列爾語和斯凡語已大幅衰弱落，並被認為瀕臨滅絕。在西南部，阿查拉地區以其獨特的格魯吉亞方言而聞名，並且在大多數農村地區盛行遜尼派伊斯蘭教而非東正教。由於這種文化獨特性，阿查拉被正式列為自治區。

## 現況
儘管格魯吉亞西部和東部之間存在差異，但該國的特徵是民族凝聚力很強，除了阿布哈茲和南奧塞提亞的分離主義，其餘地區分歧較小 ，尚未形成政治極化的現象。